# Giorgio Giuseppe Raimondi
Giorgio Giuseppe Raimondi Mantica Odescalchi (Como, 8 marzo 1801 – Birago, 15 giugno 1882) è stato un patriota e nobile italiano.
Fu padre di Giuseppina Raimondi, sua figlia illegittima, la quale fu per brevissimo tempo moglie di Giuseppe Garibaldi.

## Biografia

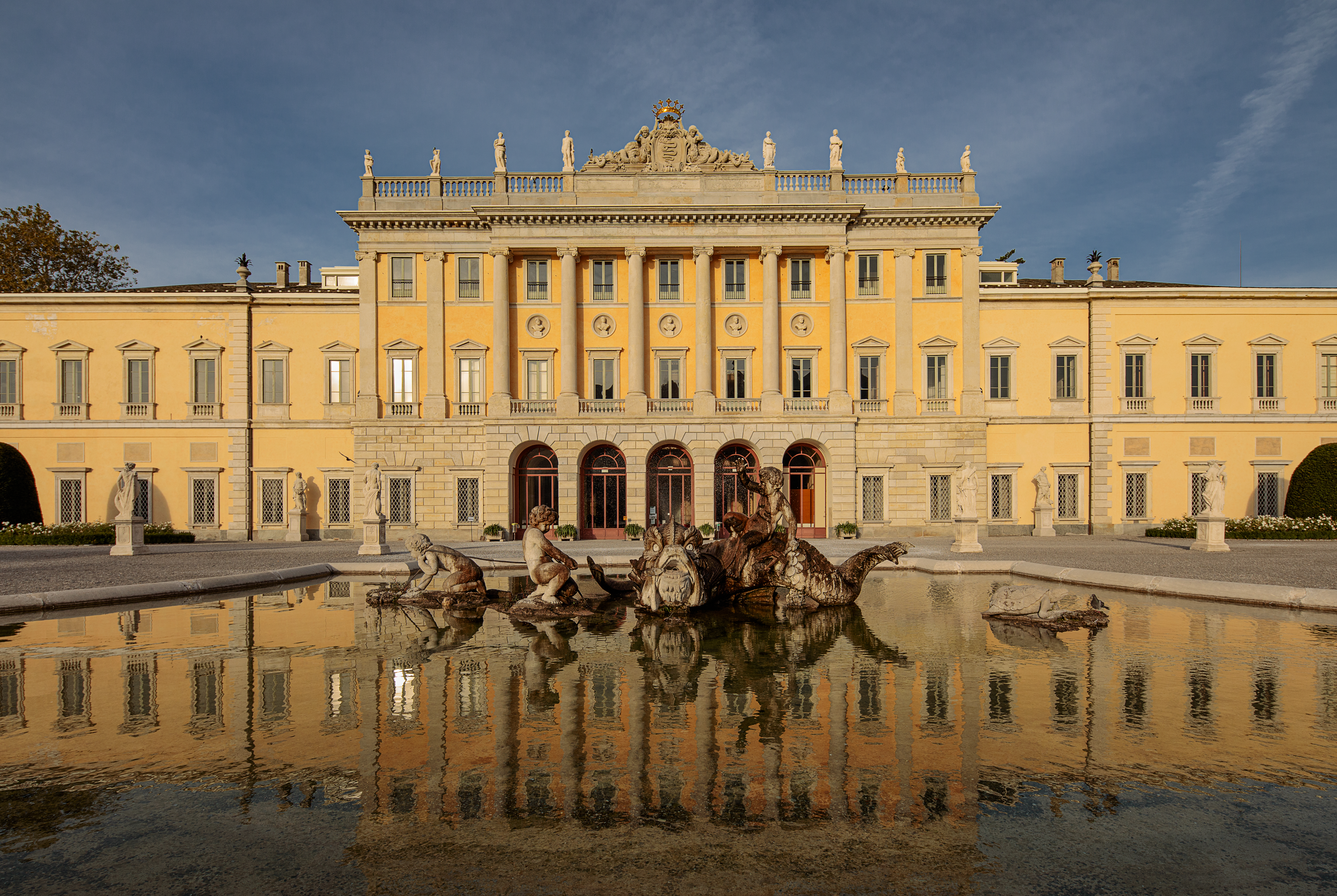
Villa Olmo a Como, venne lasciata nel 1824 da Innocenzo Odescalchi, II marchese di Fino Mornasco, al pronipote Giorgio Giuseppe Raimondi. Nel decennio successivo divenne la sede delle principali cospirazioni mazziniane a cui il giovane marchese prese parte.

Nato a Como l'8 marzo 1801, Giorgio Giuseppe era figlio del marchese Raffaele e di sua moglie, Giuseppa Porro Carcano. Suo zio materno fu il celebre patriota Luigi Porro Lambertenghi. La sua bisnonna materna, era inoltre sorella del cardinale Giuseppe Pozzobonelli che fu a suo tempo arcivescovo di Milano. Sua nonna materna, Maria Odescalchi, era sorella dell'ultimo marchese di Fino Mornasco, Innocenzo, il quale alla sua morte nel 1824 proclamò suo erede universale proprio il nipote Giorgio Giuseppe, lasciandogli in eredità la prestigiosa residenza di Villa Olmo a Como, a patto che questi aggiungesse ai propri anche il cognome di Odescalchi.
Suo Raffaele padre morì nel 1804.
Alla morte del padre, Giorgio ereditò un vasto patrimonio che, da un punto di vista immobiliare, comprendeva - oltre alla suddetta villa - analoghi edifici nobiliari situati a Birago, Minoprio, Fino Mornasco, Mosino di Villa Guardia, Gironico al Monte, Urago di Montorfano.
Gran parte dell'eredità venne sperperata nel giro di pochi anni, perseguendo innanzitutto una passione per la caccia, ma anche e soprattutto una seriee iniziative patriottiche per la liberazione dell'Italia dal dominio degli austriaci. Giovanissimo, Giorgio entrò a far parte della Giovine Italia di Giuseppe Mazzini e nel 1834 finanziò la fallimentare spedizione in Savoia organizzata dal Mazzini e supportata anche da altri compatrioti come Carlo Pisani Dossi. Nel 1848 donò alla città di Como due cannoni "da otto" come riportato nell'avviso pubblicato in città all'epoca e sottoscritto dal podestà Tommaso Perti.
Nel 1849, mentre Carlo Alberto di Savoia riprendeva la guerra contro l'Austria, a Como il marchese Giorgio con Pietro Nessi costituì un governo provvisorio in appoggio ai Savoia ed alla rivoluzione in corso. Con la fine delle Cinque Giornate di Milano e il crollo della rivoluzione, il 20 aprile 1849 venne emesso nei suoi confronti un ordine di arresto da parte del governo austriaco e per questo decise di rifugiarsi in Canton Ticino, nei pressi di Balerna e ottenne la cittadinanza svizzera. Le autorità austriache sequestrarono Villa Olmo ed in parte la spogliarono di ciò che conteneva. 
In Svizzera, Giorgio entrò in possesso di Villa Cristina, situata a Coldrerio in località Mezzana.
Il 6 febbraio 1853 fomentò la rivolta milanese ma, non avendo egli lasciato la Svizzera, le autorità austriache gli comminarono "solo" una pesante multa di 130.000 lire per aver indebitamente procurato armi, munizioni e mezzi ai rivoltosi. Con l'amnistia promulgata nel 1856 dal governo austriaco, ottenne di poter rientrare a Como, ma solo per riprendere nuovamente contatti fissi con gli insorti della fallita rivolta. Nel 1859 aderì al Fondo per il milione di fucili per Giuseppe Garibaldi con l'acquisto di cento carabine svizzere che donò poi ai volontari dell'eroe dei due mondi. Nel 1860 aderì con entusiasmo alla proposta giunta da Garibaldi di sposare la sua figlia illegittima Giuseppina, il quale per canto suo era innamoratissimo della giovane nobildonna (contesa col patriota Luigi Cairoli) e nel contempo era alla ricerca di nuovi finanziatori per la Spedizione dei Mille che si compì poi in quello stesso anno. Il 3 giugno 1860, il Raimondi venne nominato capitano della Guardia Nazionale di Fino Mornasco e di Socco dove aveva delle proprietà. Dopo il fallimento del matrimonio tra sua figlia e Garibaldi, si ritirò a vita privata, continuando ad osservare da lontano lo svolgersi degli eventi del Risorgimento.
Morì in Brianza, nella sua villa di Birago, nel 1882.

## Matrimonio e figli
Giorgio Giuseppe Raimondi sposò Livia Giannone dalla quale ebbe quattro figli:
- Giulia (1842-1911), sposò Giulio Monti
- Carolina (1843-1922), sposò Angelo Cattaneo
- Giorgio Raffaele (1846-1900), IV marchese Raimondi, sposò Santa Arrighi e in seconde nozze Maria Innocenta Rosnati

Da una relazione extraconiugale ebbe:
- Giuseppina (1841-1918), fu seconda moglie per breve tempo di Giuseppe Garibaldi; sposò in seguito Lodovico Mancini

## Albero genealogico
|                                                       |                       |                                                                           | Genitori                                                      |  |  | Nonni |  |  | Bisnonni              |  |  | Trisnonni          |  |
|                                                       |                       |                                                                           |                                                               |  |  |       |  |  | Pietro Paolo Raimondi |  |  | Quintilio Raimondi |  |
|                                                       |                       |                                                                           |                                                               |  |  |       |  |  | Pietro Paolo Raimondi |  |  | Quintilio Raimondi |  |
|                                                       |                       | Aurelia della Porta                                                       |                                                               |  |  |       |  |  | Pietro Paolo Raimondi |  |  |                    |  |
| Giovanni Battista Maria Raimondi, I marchese Raimondi |                       |                                                                           |                                                               |  |  |       |  |  | Pietro Paolo Raimondi |  |  |                    |  |
|                                                       |                       | Paola Maria Pia Odescalchi                                                | Giovanni Battista Odescalchi                                  |  |  |       |  |  |                       |  |  |                    |  |
|                                                       |                       | Paola Maria Pia Odescalchi                                                | Giovanni Battista Odescalchi                                  |  |  |       |  |  |                       |  |  |                    |  |
|                                                       |                       | Paola Maria Pia Odescalchi                                                | Celidonia Curti                                               |  |  |       |  |  |                       |  |  |                    |  |
| Raffaele Raimondi, II marchese Raimondi               |                       | Paola Maria Pia Odescalchi                                                |                                                               |  |  |       |  |  |                       |  |  |                    |  |
|                                                       |                       | Gerolamo Francesco Terzaghi, III conte di Morazzone con Gornate Inferiore | Teodoro Terzaghi, II conte di Morazzone con Gornate Inferiore |  |  |       |  |  |                       |  |  |                    |  |
|                                                       |                       | Gerolamo Francesco Terzaghi, III conte di Morazzone con Gornate Inferiore | Teodoro Terzaghi, II conte di Morazzone con Gornate Inferiore |  |  |       |  |  |                       |  |  |                    |  |
|                                                       |                       | Gerolamo Francesco Terzaghi, III conte di Morazzone con Gornate Inferiore | Caterina Visconti di Cassano Magnago                          |  |  |       |  |  |                       |  |  |                    |  |
| Marianna Antonia Giuseppa Clara Terzaghi              |                       | Gerolamo Francesco Terzaghi, III conte di Morazzone con Gornate Inferiore |                                                               |  |  |       |  |  |                       |  |  |                    |  |
|                                                       |                       | Giovanna Porro                                                            | Francesco Galeazzo Porro, conte palatino                      |  |  |       |  |  |                       |  |  |                    |  |
|                                                       |                       | Giovanna Porro                                                            | Francesco Galeazzo Porro, conte palatino                      |  |  |       |  |  |                       |  |  |                    |  |
|                                                       |                       | Giovanna Porro                                                            | Bianca Brasca                                                 |  |  |       |  |  |                       |  |  |                    |  |
| Giorgio Giuseppe Raimondi, III marchese Raimondi      |                       | Giovanna Porro                                                            |                                                               |  |  |       |  |  |                       |  |  |                    |  |
|                                                       | Berardo Porro Carcano | Francesco Porro Carcano                                                   |                                                               |  |  |       |  |  |                       |  |  |                    |  |
|                                                       | Berardo Porro Carcano | Francesco Porro Carcano                                                   |                                                               |  |  |       |  |  |                       |  |  |                    |  |
|                                                       | Berardo Porro Carcano | Caterina Castelli                                                         |                                                               |  |  |       |  |  |                       |  |  |                    |  |
| Giorgio Porro Carcano, marchese di Asnago             | Berardo Porro Carcano |                                                                           |                                                               |  |  |       |  |  |                       |  |  |                    |  |
|                                                       |                       | Elisabetta Pozzobonelli                                                   | Francesco Pozzobonelli, marchese di Arluno                    |  |  |       |  |  |                       |  |  |                    |  |
|                                                       |                       | Elisabetta Pozzobonelli                                                   | Francesco Pozzobonelli, marchese di Arluno                    |  |  |       |  |  |                       |  |  |                    |  |
|                                                       |                       | Elisabetta Pozzobonelli                                                   | Camilla Dardanoni                                             |  |  |       |  |  |                       |  |  |                    |  |
| Giuseppa Porro Carcano                                |                       | Elisabetta Pozzobonelli                                                   |                                                               |  |  |       |  |  |                       |  |  |                    |  |
|                                                       |                       | Francesco Galeazzo Odescalchi, I marchese di Fino Mornasco                | Pietro Francesco Odescalchi                                   |  |  |       |  |  |                       |  |  |                    |  |
|                                                       |                       | Francesco Galeazzo Odescalchi, I marchese di Fino Mornasco                | Pietro Francesco Odescalchi                                   |  |  |       |  |  |                       |  |  |                    |  |
|                                                       |                       | Francesco Galeazzo Odescalchi, I marchese di Fino Mornasco                | Anna Ippolita Porro                                           |  |  |       |  |  |                       |  |  |                    |  |
| Maria Odescalchi                                      |                       | Francesco Galeazzo Odescalchi, I marchese di Fino Mornasco                |                                                               |  |  |       |  |  |                       |  |  |                    |  |
|                                                       |                       | Maria Caterina Besozzi                                                    | Andrea Cristoforo Besozzi                                     |  |  |       |  |  |                       |  |  |                    |  |
|                                                       |                       | Maria Caterina Besozzi                                                    | Andrea Cristoforo Besozzi                                     |  |  |       |  |  |                       |  |  |                    |  |
|                                                       |                       | Maria Caterina Besozzi                                                    | Serena Perini                                                 |  |  |       |  |  |                       |  |  |                    |  |
|                                                       |                       | Maria Caterina Besozzi                                                    |                                                               |  |  |       |  |  |                       |  |  |                    |  |